# Hans Schneider (Wenen)
Hans Schneider (Wenen, 28 augustus 1906 – Bad Gastein, 1987) was een Oostenrijks componist, muziekpedagoog, dirigent en cellist. Voor bepaalde werken gebruikte hij het pseudoniem: Peter Lund.

## Levensloop
Schneider studeerde cello aan de Musikacademie Wenen en werkte daarnaast in de muziekuitgave Doblinger. Tijdens de Tweede Wereldoorlog studeerde hij aan de Hooge School voor muziek in Berlijn onder andere bij Hermann Grabner en behaalde aldaar het diploma als Musikmeister. 
Na enige maanden als dirigent van een militair muziekkorps in Athene werd hij in krijgsgevangenschap genomen. In 1945 begon hij als dirigent in Coburg. Via Bamberg en Salzburg, waar hij voor twee jaar directeur van de Universität für Musik und Darstellende Kunst "Mozarteum" Salzburg was, kwam hij in 1946 naar Bad Gastein, waar hij tot 1964 als stedelijk muziekdirecteur en als dirigent van het Kurorchester werkte. In 1959 werd hij tot professor benoemd.
Als componist schreef hij werken voor harmonieorkest.

## Composities

### Werken voor harmonieorkest
- Ball bei Ziehrer
- Gasteiner Heimatmarsch
- Klingendes Österreich
- Treue Kameradschaft